# Bettendorf (Haut-Rhin)
Bettendorf (elsässisch Batterf) ist eine französische Gemeinde mit 460 Einwohnern (Stand 1. Januar 2022) im Département Haut-Rhin in der Europäischen Gebietskörperschaft Elsass und in der Region Grand Est. Sie gehört zum Arrondissement Altkirch und zum Gemeindeverband Sundgau.

## Geografie
Die Gemeinde Bettendorf liegt im Sundgau, sieben Kilometer südöstlich von Altkirch. Die Ill fließt durch das Gemeindegebiet, der Ortskern liegt oberhalb des Willerbaches, kurz vor dessen Mündung in die Ill. Das Gemeindegebiet ist durch das Illtal und die Nebentäler des Willerbaches und des Ruederbaches geprägt. Im Norden des Gemeindeareals erhebt sich eine markante Geländestufe bis zu 60 Meter über dem Talboden.
Nachbargemeinden von Bettendorf sind Schwoben und Hausgauen im Nordosten, Willer im Osten, Illtal im Südosten, Ruederbach im Süden sowie Hirsingue im Westen und Nordwesten.

## Geologie
Bettendorf liegt im lössbedeckten Sundgauer Tertiärhügelland im Bereich der unter der Lössdecke lagernden Sundgauschotter. Diese sind die Hinterlassenschaft einer einst (im Pliozän und Altpleistozän) über Doubs, Saône und Rhône zum Mittelmeer entwässernden Ur-Aare. Unter den die oberen Talhänge bildenden Sundgauschottern liegen die sandig-mergeligen Schichten der oligozänen Elsässer Molasse (Molasse-Oligocène alsacienne).

## Geschichte
Urkundlich wurde Bettendorf erstmals 991 als Bedendorf und zwischen 1139 und 1147 Ort als Betendorf erwähnt. Der Ortsname kommt nicht - wie das erst im 19. Jahrhundert phantasievoll entworfene Ortswappen vermuten lässt - von "beten", da eine solche Ortsnamenbildung zur Zeit der Entstehung des Ortes kaum denkbar wäre. Der erste Namensbestandteil leitet sich wahrscheinlich von einem germanischen Personennamen Betto ab. Die Ortsnamenendung -dorf und die günstige Ortslage weisen auf eine Gründung zur Zeit des frühen fränkischen Landesausbaues hin. 
Im 11. Jahrhundert besaß das Kloster Eschau hier einen Dinghof. Bis 1324 gehörte der Ort zur Grafschaft Pfirt und kam dann durch die Heirat der Johanna von Pfirt mit Herzog Albrecht II. von Österreich an Habsburg. Im Westfälischen Frieden 1648 ging der Ort mit dem ganzen elsässischen Besitz der Habsburger an die französische Krone. Das Dorf soll im 15. Jahrhundert wegen Hochwassergefahr hangaufwärts verlagert worden sein. Die Kapelle Notre-Dame-des Champs von 1891 befindet sich an der Stelle der einstigen Martinskirche. Von 1871 bis zum Ende des Ersten Weltkrieges gehörte Bettendorf als Teil des Reichslandes Elsaß-Lothringen zum Deutschen Reich und war dem Kreis Altkirch im Bezirk Oberelsaß zugeordnet. Im 19. Jahrhundert war hier eine Zöllnerbrigade stationiert.

### Bevölkerungsentwicklung
| Jahr      | 1962 | 1968 | 1975 | 1982 | 1990 | 1999 | 2011 | 2021 |
| Einwohner | 272  | 318  | 329  | 342  | 394  | 427  | 486  | 454  |

Im Jahr 1851 wurde mit 518 Bewohnern die bisher höchste Einwohnerzahl ermittelt. Die Zahlen basieren auf den Daten von cassini.ehess und INSEE.

## Sehenswürdigkeiten
Für das Jahr 1302 ist eine erste Kirche in Bettendorf bezeugt, sie war dem Heiligen Martin geweiht. An die Stelle dieser Kirche trat 1682 die Église Sainte-Croix (Heiligkreuzkirche), die, mehrmals renoviert, 1841 schließlich völlig umgebaut wurde. Die jetzige Kirche ist ein schlichter Bau der Louis-Philippe-Zeit mit einem klassizistischen Portal in der Turmfassade. 
Die Mairie (früher Pfarrhaus) ist ein schmuckloser Bau der Barockzeit. 
Gut erhaltene Fachwerkbauten aus dem 18. und 19. Jahrhundert. Das Haus Nr. 2 an der Rue de l'Èglise (ehemaliges Gasthaus zu den Zwei Schlüsseln) noch in der altertümlichen Ständerbauweise mit traufwandhohen Wandständern und Langstreben. Weitabständiges unregelmäßiges Fachwerk und traufwandparallele Deckenbalken. (18. Jahrhundert, eher älter. Stichbogenfenster neuer.) - Nr. 2 Rue de Henflingen. Ein typisches Haus des späten 18. bzw. frühen 19. Jahrhunderts. Erbaut in Rähmbauweise 1787. Regelmäßiges, engmaschiges, auf Symmetrie bedachtes Fachwerk. Die Fensterbrüstungen verziert – im Erdgeschoss mit Balusterpfosten, im Obergeschoss mit kartuschenartigen Verzierungen. Inschriften auf den giebelseitigen Schwellen.

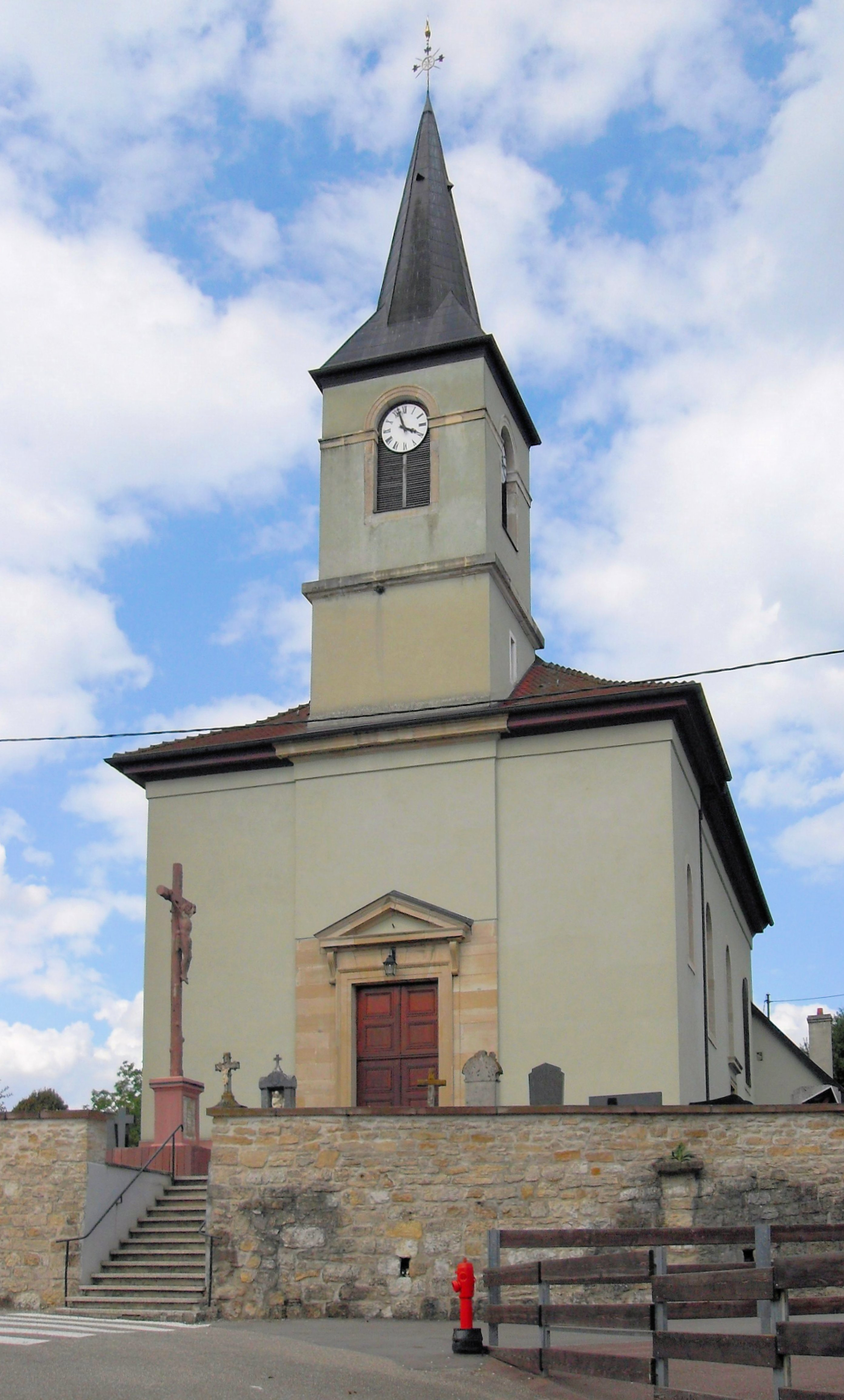
Heiligkreuz-Kirche
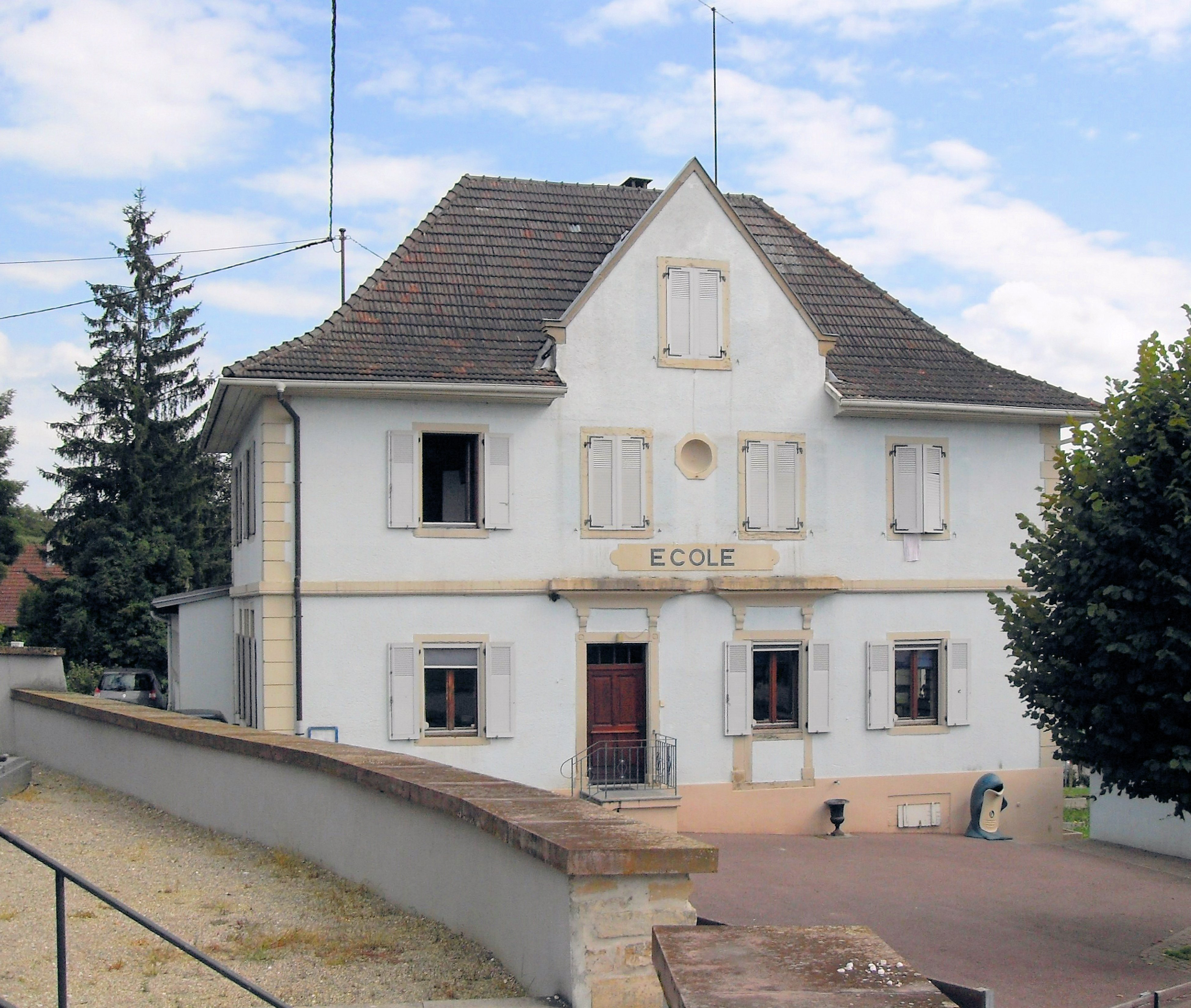
Schulgebäude
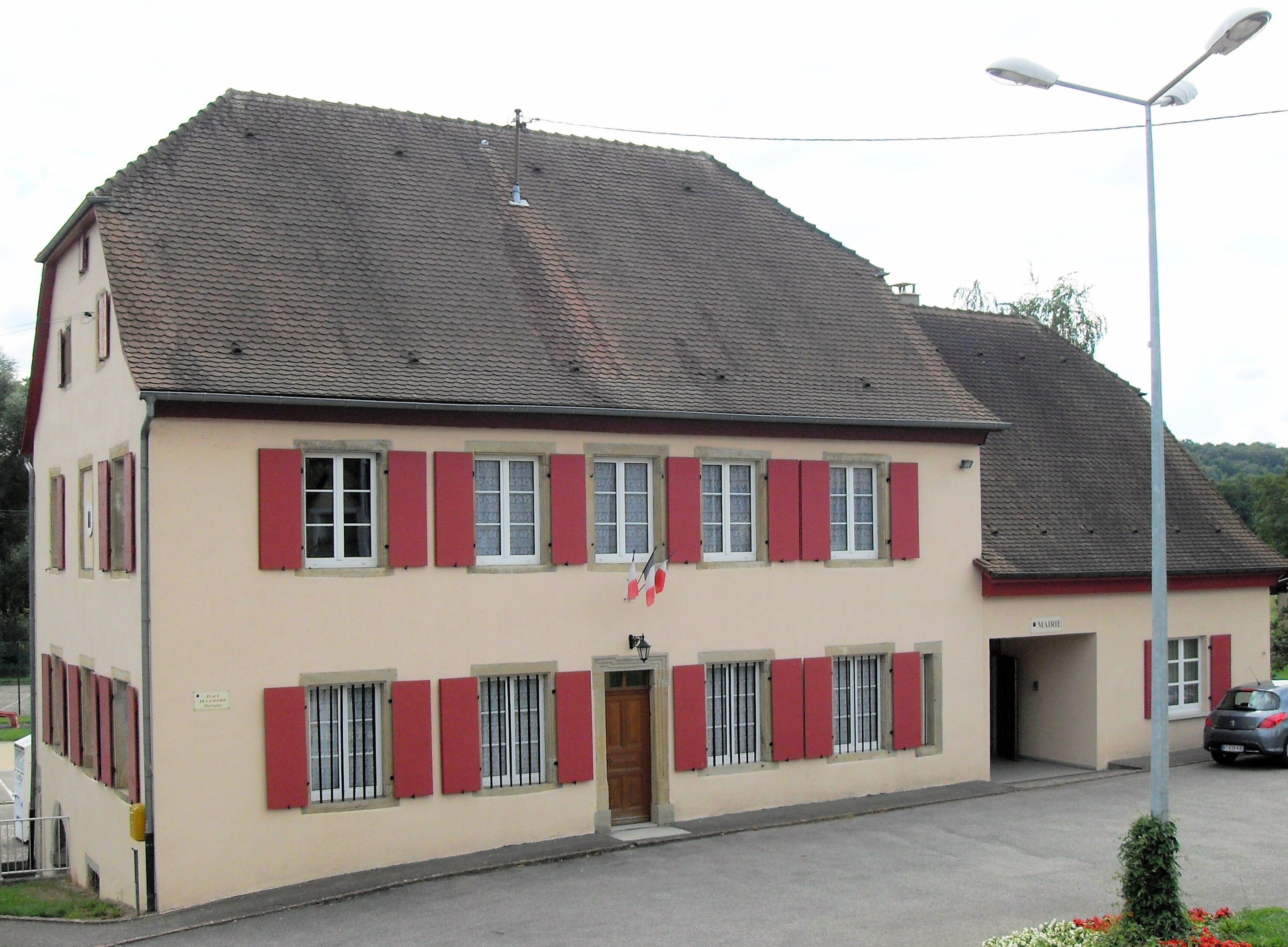
Mairie

## Wirtschaft und Infrastruktur
In der Gemeinde sind zehn Landwirtschaftsbetriebe ansässig (Getreideanbau, Milchwirtschaft).
Durch den Süden Bettendorfs verläuft die Départementsstraße D 9b von Hirsingue nach Werentzhouse, die das obere Illtal erschließt. Im nahen Altkirch treffen mehrere überregional wichtige Straßen zusammen. Hier besteht auch Anschluss an das Bahnnetz (Strecke Paris-Est - Mulhouse-Ville).